# 스마트메이커
스마트메이커(Smartmaker)는 (주)소프트파워에서 개발한 노코드 개발 프로그램이다. 
스마트메이커는 프로그래밍 언어(코딩)없이 앱, 웹, 북을 만들 수 있는 프로그램으로 코딩기술을 전혀 모르는 일반인들도 쉽게 앱, 웹, 북을 만들 수 있다.  
만들고 싶은 앱의 화면과 기능을 마우스로 드래그 앤 드롭만 해주면 된다. 실제 응용 프로그램을 개발하는 작업은 인공지능 (AI) 기술이 처리한다.
단 한 번의 개발로 안드로이드, iOS, 윈도우 모두를 만들 수 있다.
스마트메이커 솔루션은 스마트빌더(SmartBuilder), 스마트서버(SmartServer), 스마트런처(SmartLauncher) 세가지로 나뉜다. 
SmartBuilder는 응용 프로그램의 기능 설계 및 화면 디자인 할 수 있는 완전한 GUI (Graphic User Interface) 방식의 도구이다. 사용자가 앱을 디자인하면 개발과 관련된 모든 공정은 AI 엔진을 자동으로 처리한다.
SmartServer는 다양한 모바일 기기와 PC 등의 장치를 통해 조직의 내부 또는 외부에서 연결하는 불특정 다수의 이용자의 방대한 데이터의 입출력을 처리하고 공유 서비스를 제공한다. 
SmartLauncher는 SmartBuilder에서 제작한 앱이 Android, iOS, Windows 어떤 OS에서도 마찬가지로 동작하는 단말기의 실행 엔진 및 운용 플랫폼이다.